# Article 63 de la Constitution belge
L'article 63 de la Constitution belge fait partie du titre III Des pouvoirs. Il détermine la composition de la Chambre des représentants.
Il date du 7 février 1831 et était à l'origine — sous l'ancienne numérotation — l'article 49. Il a été révisé à l'occasion de la première, de la quatrième et de la sixième réforme de l'État.

## Texte
« § 1er. La Chambre des représentants compte cent cinquante membres. 
 
 § 2. Chaque circonscription électorale compte autant de sièges que le chiffre de sa population contient des fois le diviseur fédéral, obtenu en divisant le chiffre de la population du Royaume par cent cinquante. 
 Les sièges restants sont attribués aux circonscriptions électorales ayant le plus grand excédent de population non encore représenté. 
 
 § 3. La répartition des membres de la Chambre des représentants entre circonscriptions électorales est mise en rapport avec la population par le Roi. 
 Le chiffre de la population de chaque circonscription électorale est déterminé tous les dix ans par un recensement de la population ou par tout autre moyen défini par la loi. Le Roi en publie les résultats dans un délai de six mois. 
 Dans les trois mois de cette publication, le Roi détermine le nombre de sièges attribués à chaque circonscription électorale. 
 La nouvelle répartition est appliquée à partir des élections générales suivantes. 
 
 § 4. La loi détermine les circonscriptions électorales; elle détermine également les conditions requises pour être électeur et le déroulement des opérations électorales. Toutefois, et aux fins de garantir les intérêts légitimes des néerlandophones et des francophones dans l'ancienne province de Brabant, des modalités spéciales sont prévues par la loi.
Une modification aux règles fixant ces modalités spéciales ne peut être apportée que par une loi adoptée à la majorité prévue à l'article 4, dernier alinéa. »

## Circonscriptions électorales
Le code électoral divise la Belgique en onze circonscriptions électorales : cinq néerlandophones (Anvers, la Flandre-Orientale, la Flandre-Occidentale, le Limbourg et le Brabant flamand), cinq francophones (le Hainaut, Liège, Namur, le Brabant wallon et le Luxembourg) et une bilingue (Bruxelles-Capitale). Les députés élus dans les circonscriptions néerlandophones font partie du groupe linguistique néerlandais. Les élus dans les circonscriptions francophones, y compris les résidents de la région germanophone, font partie du groupe français. Les députés élus dans la circonscription bilingue sont répartis en fonction de la langue dans laquelle ils prêtent serment en premier.
Des modalités particulières s'appliquent au canton électoral de Rhode-Saint-Genèse.
Actuellement, les députés sont répartis comme suit : 24 pour Anvers, 15 pour Bruxelles, 15 pour le Brabant flamand, 5 pour le Brabant wallon, 18 pour le Hainaut, 15 pour Liège, 12 pour le Limbourg, 4 pour Luxembourg, 6 pour Namur, 20 pour la Flandre orientale et 16 pour la Flandre occidentale.